# 桃配山

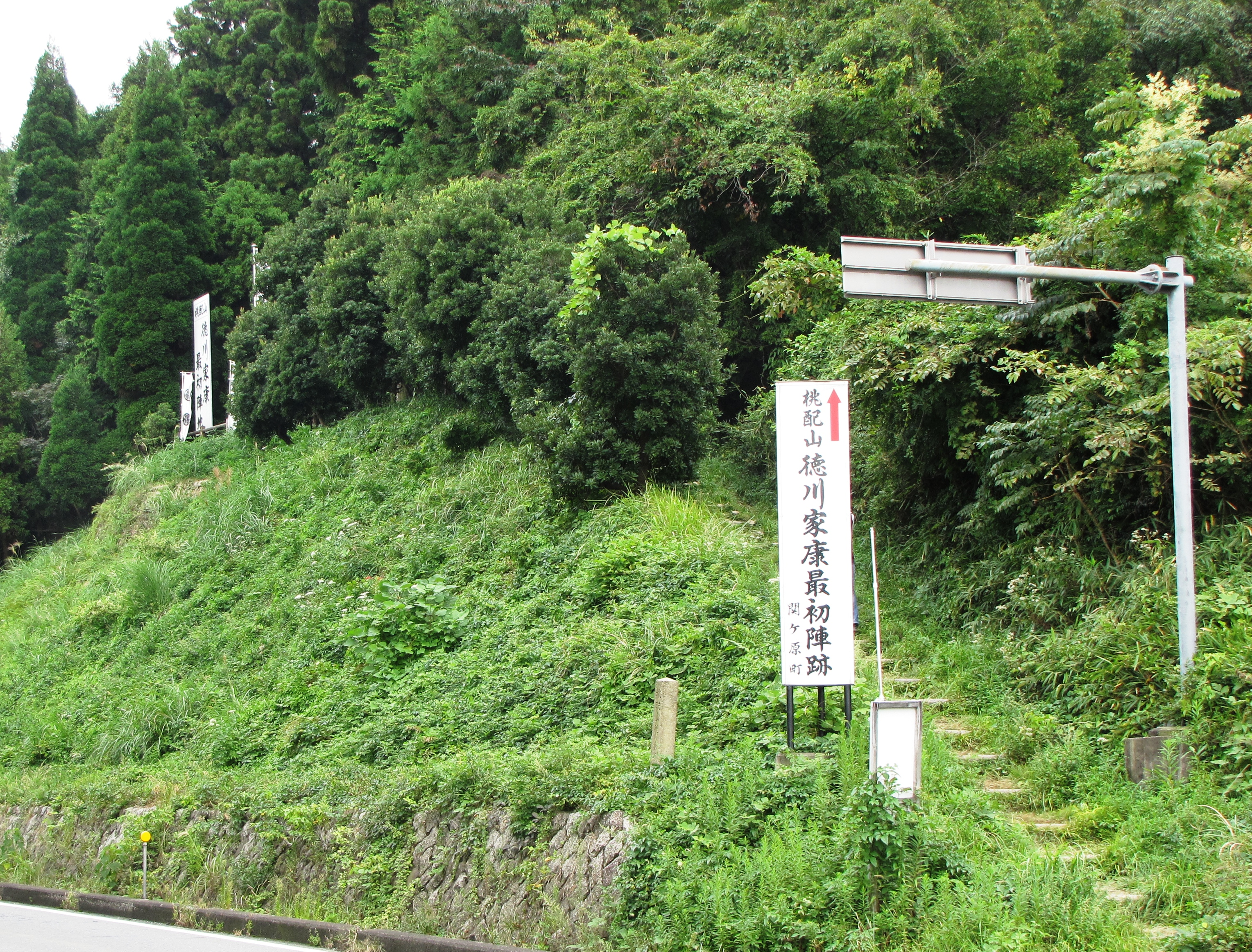
桃配山全景

桃配山（ももくばりやま）は、岐阜県不破郡関ケ原町にある標高104mの山。

## 概要
672年に起きた壬申の乱のおり、大海人皇子（後の天武天皇）が野上の行宮からここ不破の地に出陣して名産の桃を全兵士に配り戦いに快勝した。その奇縁により、桃配山または桃賦野（ももくばりの）と呼ばれるようになった。
のちに安土桃山時代に起きた関ヶ原の戦いにて、東軍の総大将徳川家康はその故事にならい、ここ桃配山に最初の陣を置き勝利を得た。